# 카르스텐 비외른룬
카르스텐 비외른룬(덴마크어: Carsten Bjørnlund, 1973년 6월 28일 ~ )은 덴마크의 배우이다.

## 영화
- 어페어 (2018년)
- 맨 디바이디드 (2017년)
- 올 인클루시브 (2014년)
- 히든 스나이퍼 (2013년)
- 라브라더 (2011년) - 오스카 역
- 아이디:에이 (2011년) - 마틴 역
- 넛씽스 올 배드 (2010년)
- 윙글링 (2006년)
- 그날 이후 (2004년)